# Kayoi Komachi

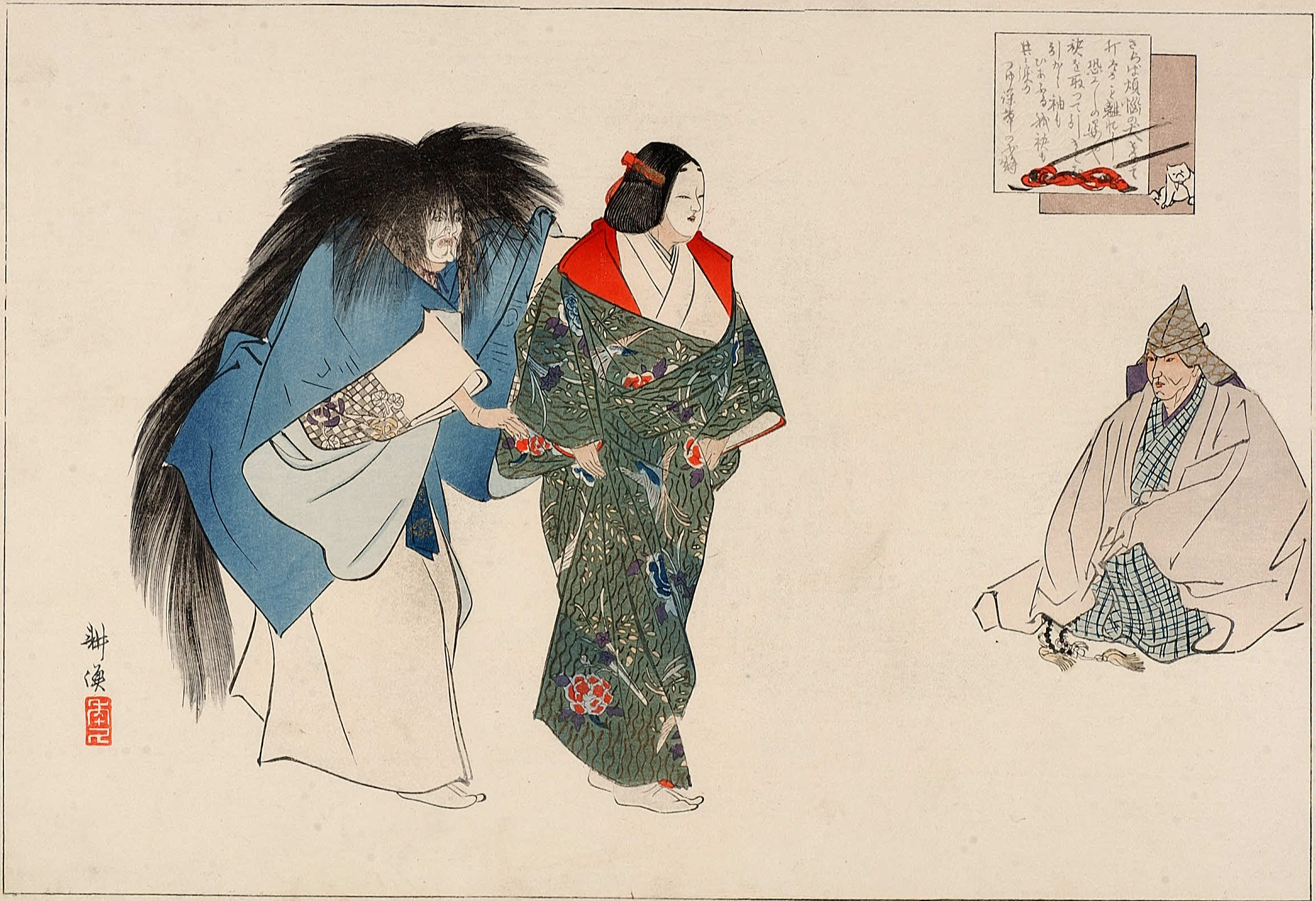
Szene aus dem Drama

Kayoi Komachi (japanisch 通 小町), Liebesumworbene Komachi, ist der Titel eines Nō-Dramas von Zeami. Das Stück ist im Rahmen der Nō-Kategorie ein Viertspiel.

## Vorbemerkung
Es treten folgende Personen auf:
- Waki: Ein Priester
- Tsure I: Eine Dorffrau
- Tsure II: Geist der Ono no Komachi
- Shite: Geist des Generalmajors Fukakusa

## Handlung
1. Akt
  1. Vorspiel: Die Szene spielt in einer Mönchsklause. Mit Namensnennung tritt ein Mönch auf: „Ich bin ein Mönch, der einen Sommer hier in den Bergen von Yase verbringt. Eine unbekannte Frau kommt jeden Tag und bringt Holz und Früchte. Ich will sie fragen, wer sie ist.“
  2. Von orchestralem Klang begleitet tritt in der unkenntlichen Gestalt einer Holz sammelnden Frau in der bekannten Yase-Tracht der Geist der Ono no Komachi auf. Sie singt: „Ich bin eine Frau, die in Ichiwarano wohnt. Im Bergdorf Yase lebt zurzeit ein Mönch, dem bringe ich Früchte dar und Holz.“ Gespräch. Erstchor. Erläuterung: Sie deutet an, wer sie ist, bittet um ein Gebet für das Seelenheil und geht ab. Worte des erstaunten Priesters, der seine Klause verlässt und für die Abgeschiedene betet.
2. Akt
  1. Die Szene wird zu Ichiwarano. Mit orchestralem Klang erscheint die abgeschiedene Ono no Komachi in wahrer Gestalt. Froh über das Gebet des Priesters, bittet sie, die Buddha-Gebote empfangen zu dürfen. Da aber kommt, um dies zu verhindern, der abgeschiedene Generalmajor Fukakusa: er kam einst 99 Nächte, um Komachis Liebeszusage und Liebe zu erringen. Aber, von der Unnachgiebigen immer wieder zurückgewiesen, brach er in der hundertsten Nacht vor Schmerz und Verzweiflung zusammen und verstarb. Wechselrede, Disput.
  2. Worte des Priesters, der für Komachi eintritt. Wechselrede zwischen Komachi und Fukakusa über die hundert Nächte, übergehend in Bewegungen des Fukakusa, die die Qual und Not der hundert Nächte zeigen.
  3. Gesang des Fukakusa: „… Und so erschöpfte ich mein Herz bis ins letzte …“ Beide erleben miteinander die Buddhawerdung.